# Łupków (stacja kolejowa)
Łupków – stacja kolejowa w Starym Łupkowie, w Polsce.

## Ruch pasażerski
| Rok  | Wymiana pasażerska na dobę |
| ---- | -------------------------- |
| 2017 | 0-9                        |
| 2022 | 0-9                        |

## Opis

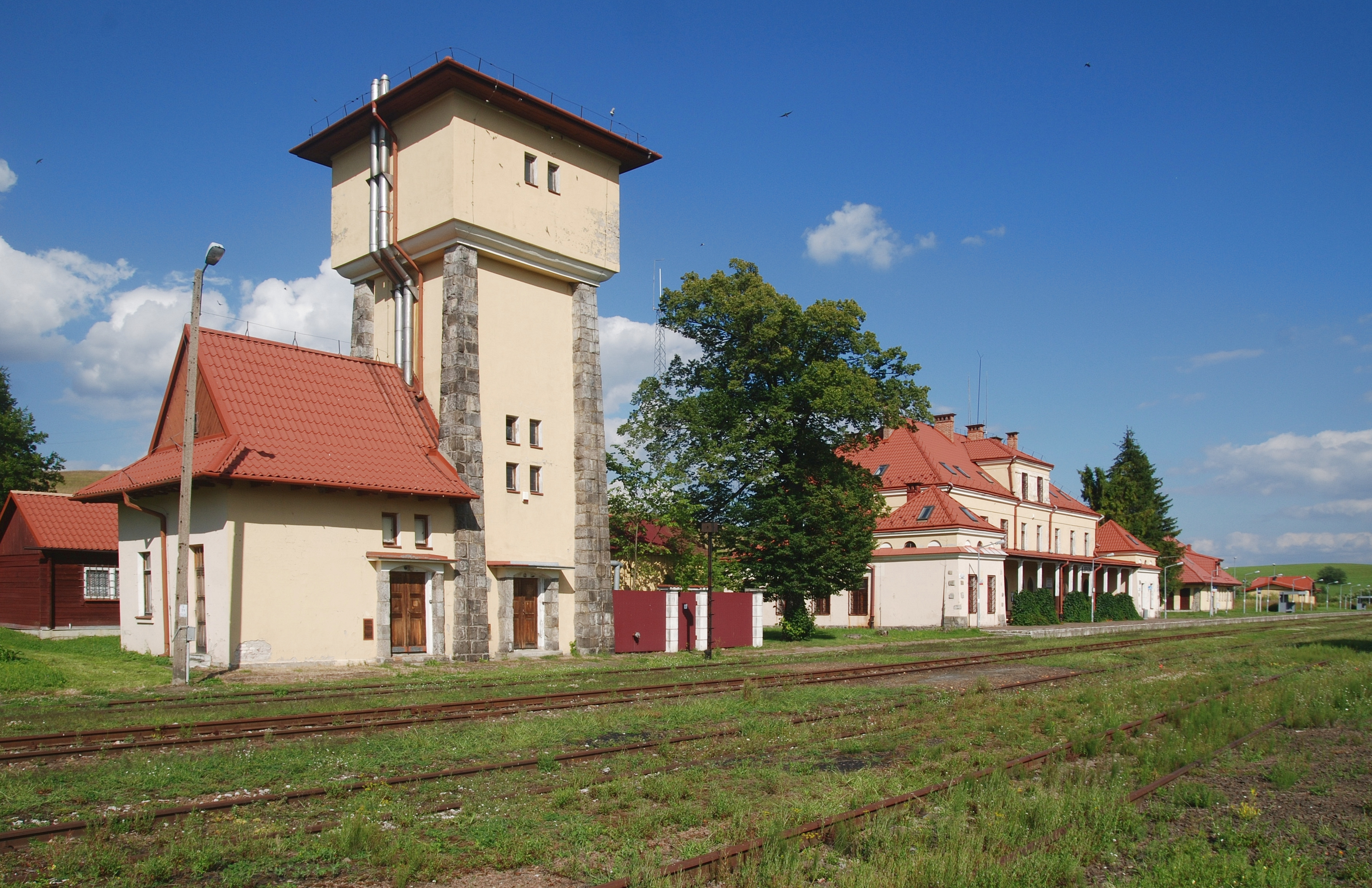
Dworzec od strony zachodniej (tunelu)

Linia kolejowa Medzilaborce – Nowy Zagórz została oddana do użytku 12 grudnia 1872 roku. Prace przy budowie tunelu w Łupkowie zostały zakończone 30 maja 1874 i od tego momentu tą linią kolejową można było podróżować bezpośrednio z Budapesztu do Przemyśla (obecnie przez Węgry, Słowację, Polskę i Ukrainę). Stacja w Łupkowie jest najdalej wysuniętą stacją na południe Polski. Posiada 5 torów. Obecnie przez Łupków jeżdżą w wakacje pociągi osobowe. 1334 metry od stacji w Łupkowie znajduje się początek tunelu kolejowego o długości 416 metrów z czego 234 metry na terenie Słowacji. Stacja Łupków posadowiona jest na wysokości 600 m n.p.m. W stacji całodobowo służbę pełni dyżurny ruchu.
W dniu 19 września 1880 do stacji dotarł pociągiem dworskim podróżujący po Galicji cesarz Austrii Franciszek Józef I, gdzie został uroczyście pożegnany, opuszczając Galicję.